# MH 11. Hunyadi Mátyás Harckocsi Zászlóalj
A Magyar Honvédség 11. Hunyadi Mátyás Harckocsi Zászlóalj a Magyar Honvédség jelenlegi egyetlen harckocsi zászlóalja. A zászlóalj a szárazföldi haderőnem önálló zászlóalj szintű szervezete, tevékenységét a MH Szárazföldi Parancsnokság parancsnokának közvetlen irányítása alatt végzi. A zászlóaljat a Magyar Köztársaság honvédelmi minisztere 2004. április 30-án alapította meg a 26/2004. (HK 11.) határozatával. 2007. március 1-jétől felszámolva és a hadrendből törölve. Egy átszervezett százada betagozódott a március 1-jén megalakult Harcitámogató zászlóaljba, ami az MH 25. Klapka György Lövészdandár alakulata lett (ld. Lábjegyzetek).

## Története
Az alakulat a MH 25. Klapka György Könnyű Lövészdandár állományába tartozó kötelékébe tartozott 2004-ig. A zászlóalj önállósága a dandárból való kiválásával jött létre. Története szorosan összefonódik a dandár történetével.

Felszámolva és a hadrendből törölve 2007. március 1-jén. Felszámolásának okai többek között a gazdaságtalan üzemeltetésre és a haderő akkori profiljába való be nem illésére vezethető vissza. A felszámolt harckocsi zászlóaljból egy század, valamint egy tüzér- és egy páncéltörőüteg, kiegészülve egy-egy javítószakasszal, ellátó-szállító szakasszal és segélyhellyel 2007. március 1-elsején a szintén tatai MH 25. Klapka György Lövészdandárba tagozódott be.
Az alakulat parancsnoka: Kelemen József alezredes

### Állomáshelyei
- 1950. novembertől 1951. szeptemberig: Székesfehérvár, Seregélyes úti laktanya.
- 1951. szeptembertől 1953. novemberig: Sárbogárd.
- 1953. novembertől 1957. februárig: Baj.
- 1957-től: Tata, a Páncélos Tiszti Iskola helyén.

### Szervezeti felépítése, alegységei
| Parancsnokság | Parancsnokság | Parancsnokság | Parancsnokság |
| Harcoló alegységek | Harcbiztosító alegységek | Logisztikai alegységek |               |
| --- | --- | --- | ------------- |
| - 1. Harckocsi század (1 db parancsnoki T-72-es, ill. 3x4 db T-72-es harckocsi) - 2. Harckocsi század (1 db parancsnoki T-72-es, ill. 3x4 db T-72-es harckocsi) - 3. Harckocsi század (1 db parancsnoki T-72-es, ill. 3x4 db T-72-es harckocsi) - 4. Harckocsi század (1 db parancsnoki T-72-es, ill. 3x4 db T-72-es harckocsi) | - Törzsszázad - Törzsszakasz (Komendánsraj, Áramforrás üzemeltető részleg, Mozgó vezetési pont, Információvédelmi állomás, Távbeszélőközpont, Rádiórelé állomás, Vezetéstámogató raj) - Műszaki szakasz (1-2. hídvető harckocsi, Műszaki technikai szállítóraj) | - Logisztikai század - Ellátó- és szállító szakasz (Raktár, Szállítóraj, Üzemanyag-szállító raj, Lőszerszállító raj, Élelmezési szállító raj) - Karbantartó szakasz (Gépjármű-karbantartó raj, Vontatórészleg, 4 db harckocsi karbantartó raj, Harckocsivontató raj) - Javító szakasz (Javítóanyag raktár, Harckocsijavító raj, Lövegjavító raj, Fegyverjavító raj, Elektromosberendezés-javító részleg, Gépkocsijavító raj, Műszerjavító részleg, Híradóanyag-javító részleg) - Egészségügyi központ |               |

### Fő fegyverzete
- T-72M harckocsi
- T-72M1 harckocsi